# Borophaga irregularis
Borophaga irregularis är en tvåvingeart som först beskrevs av Wood 1912.  Borophaga irregularis ingår i släktet Borophaga och familjen puckelflugor. Arten är reproducerande i Sverige. Inga underarter finns listade i Catalogue of Life.